# Frugivore
Un frugivore (ou fructivore), appelé aussi carpophage, est un animal qui se nourrit de fruits mûrs. On le dit granivore s'il se nourrit de graines.

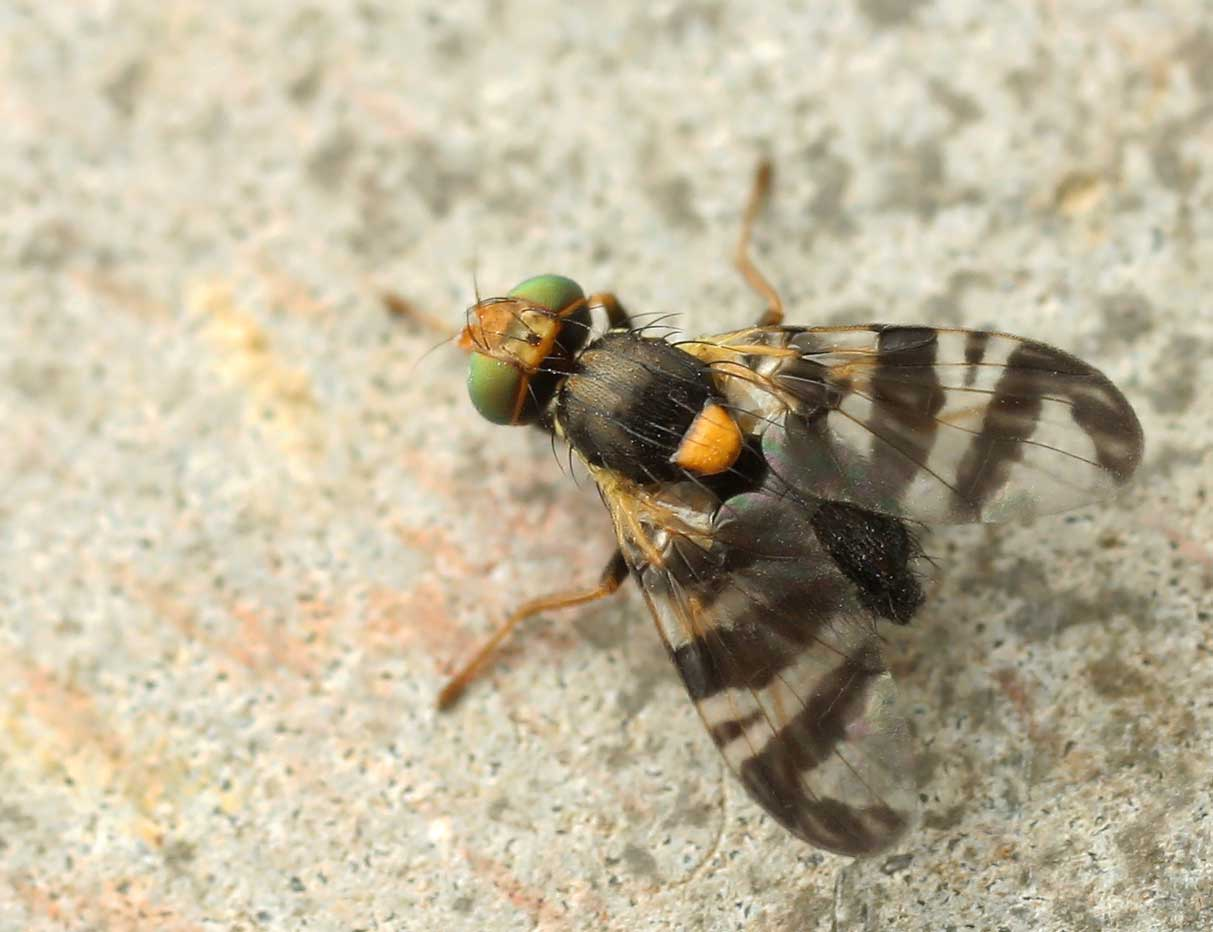
Mouche de la cerise, l'une des espèces de mouches du genre Rhagoletis, spécialisé dans la consommation de fruits.

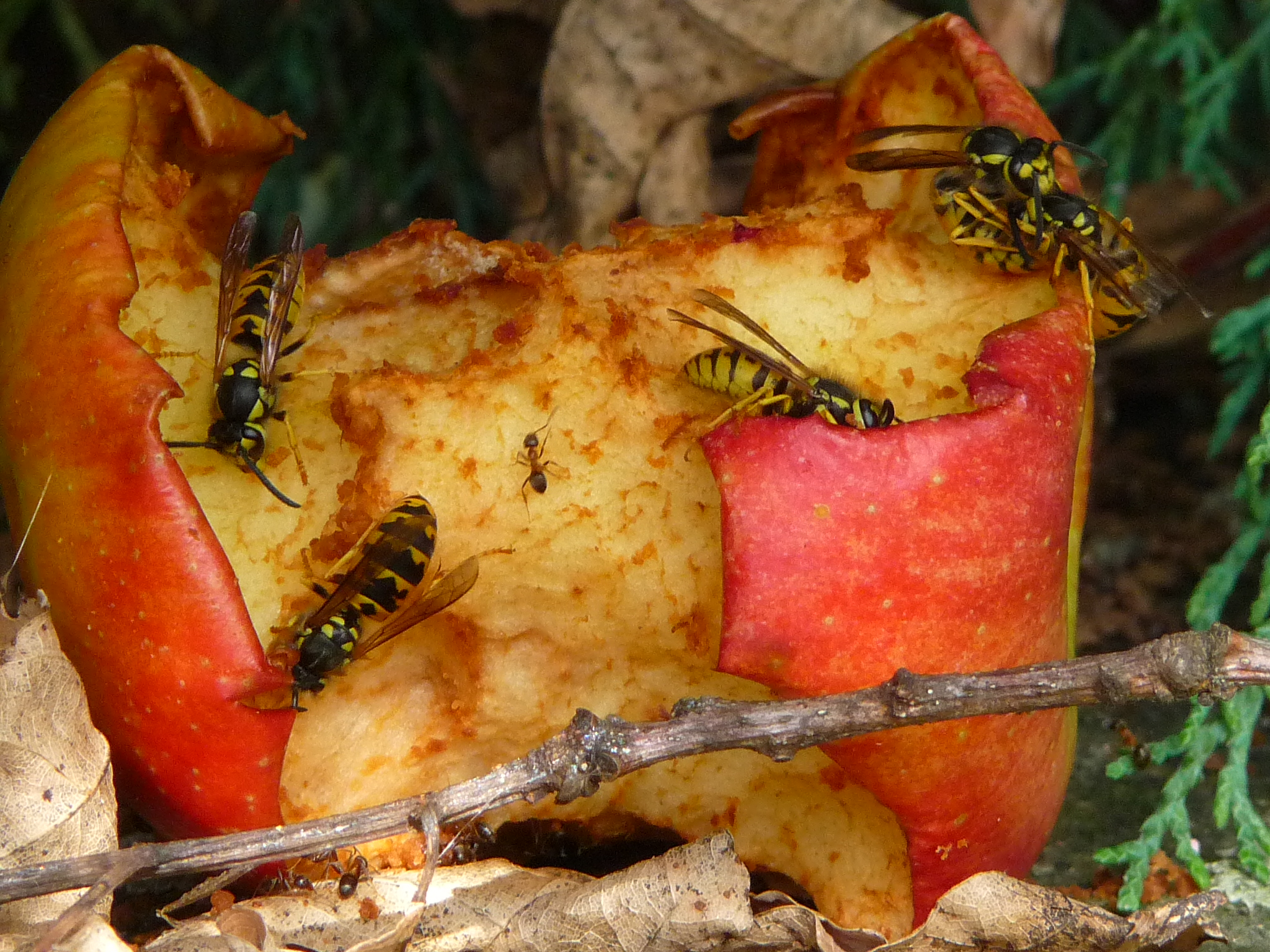
La guêpe germanique est frugivore durant une partie de sa vie.

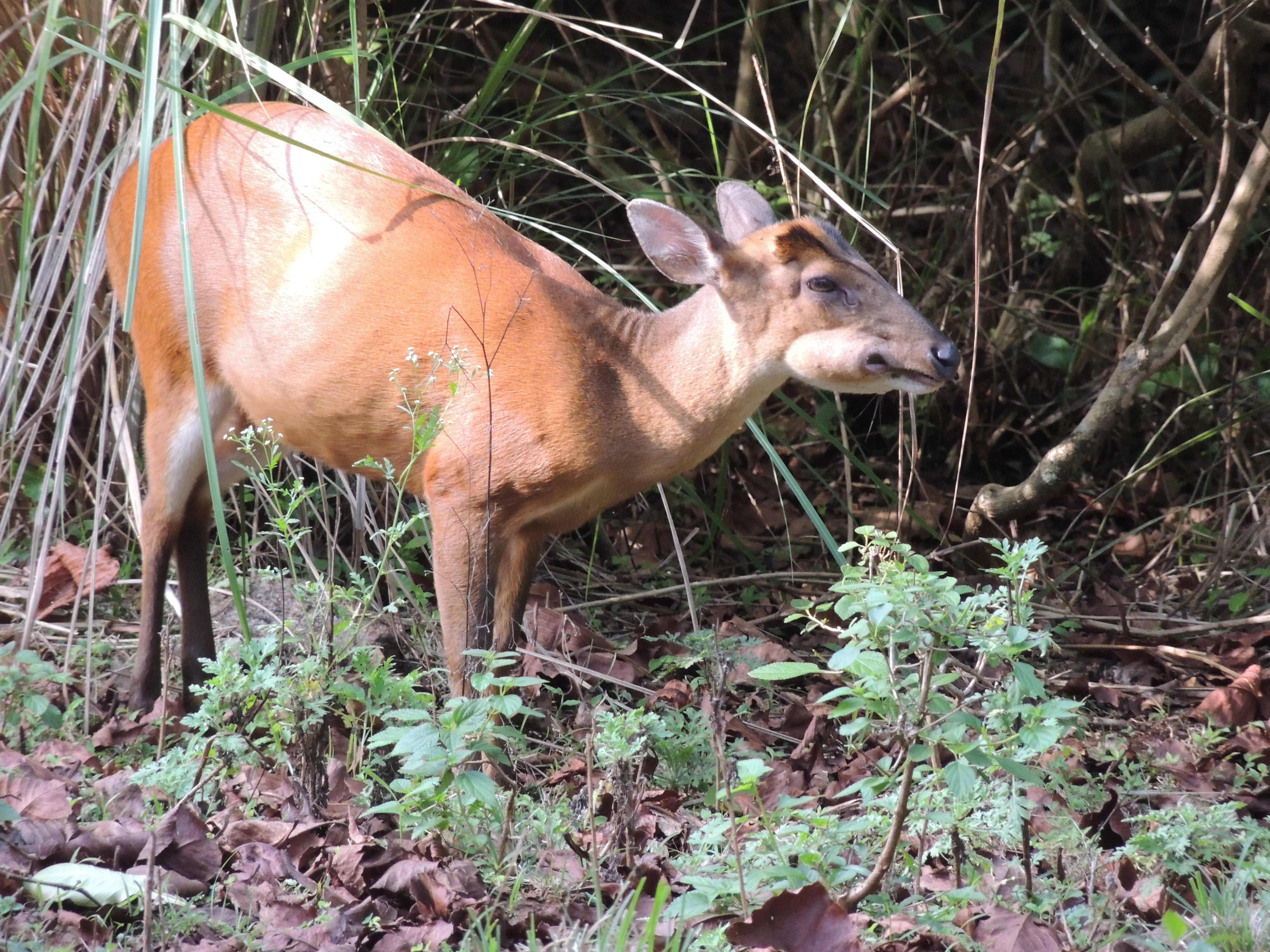
Cerf aboyeur, mammifère frugivore mâchant le fruit de Careya arborea.

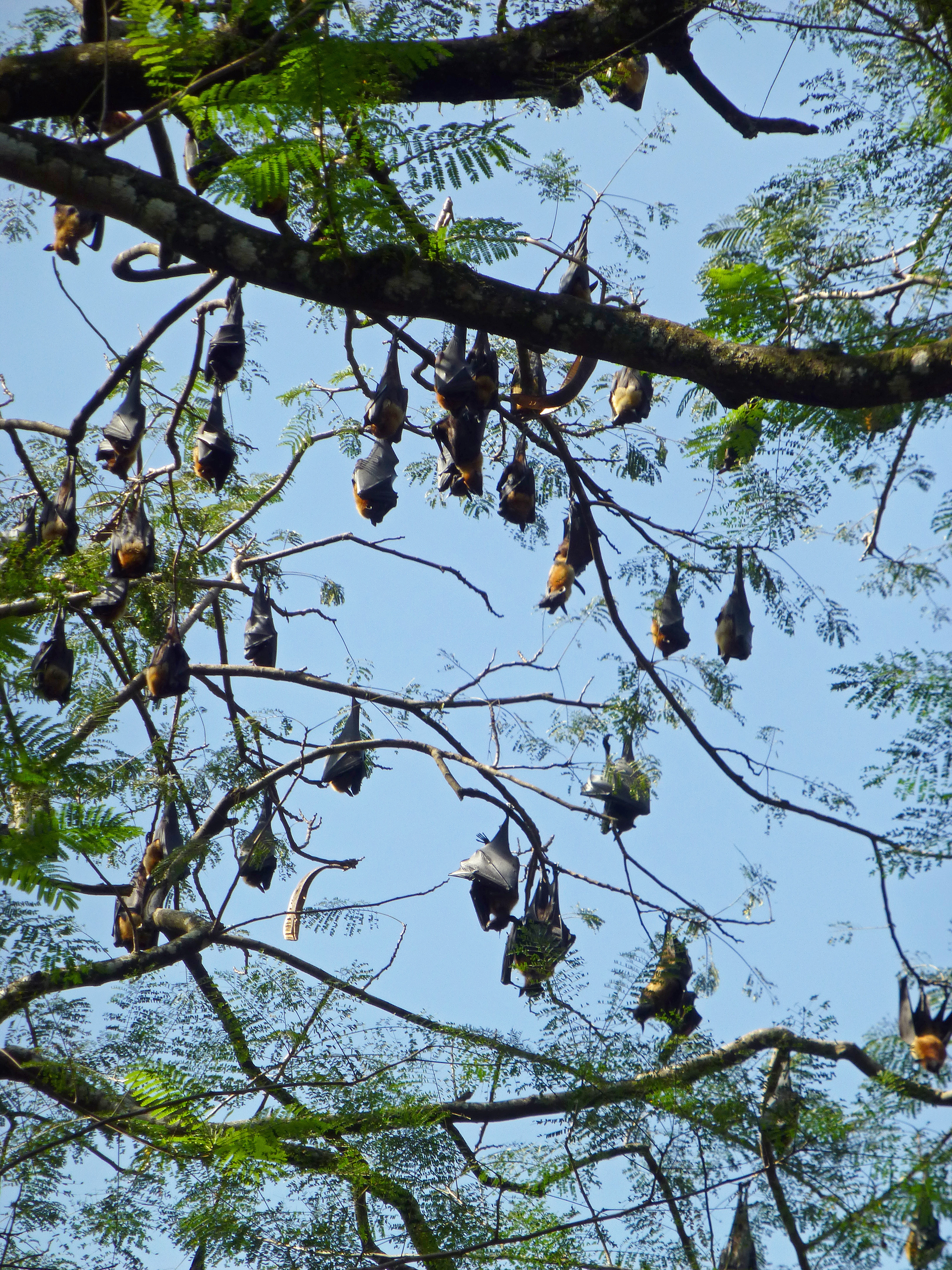
Chauves-souris frugivores Pteropus giganteus au jardin botanique de Peradeniya (Sri Lanka).

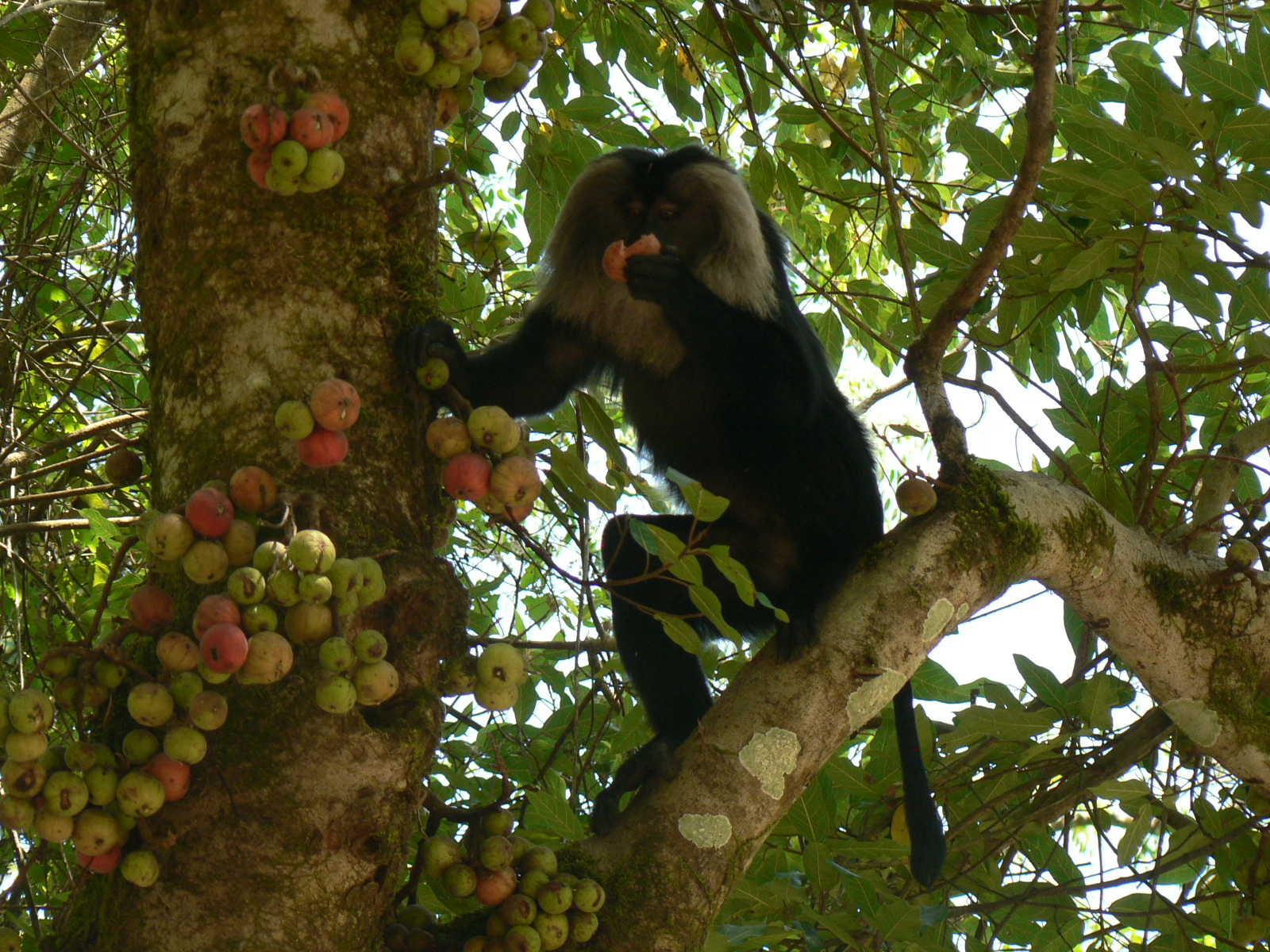
Macaque Ouandérou mangeant les fruits du ficus Ficus racemosa.

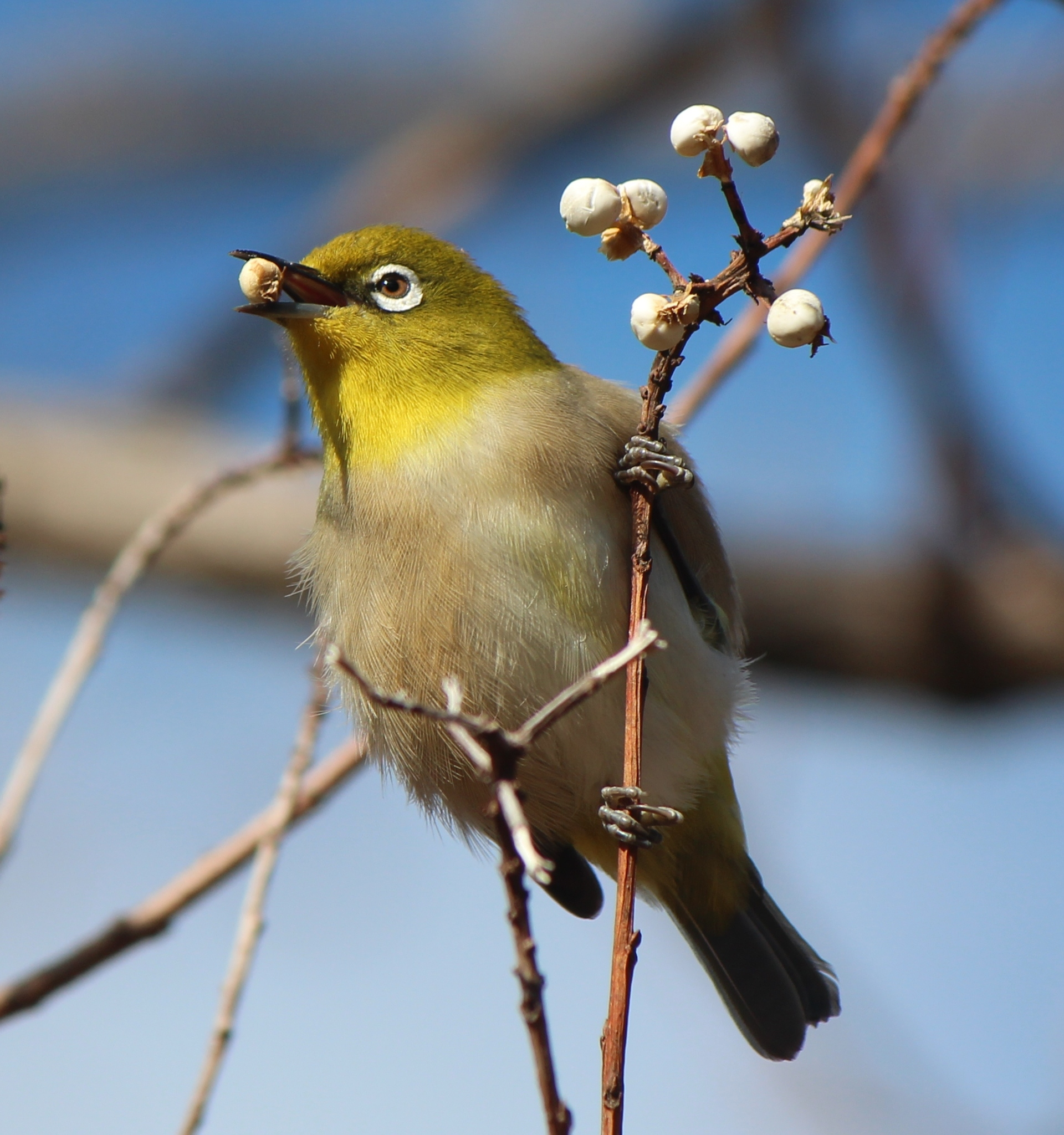
Zostérops du Japon mangeant le fruit de Triadica sebifera.

En français, les carpophages sont aussi de gros pigeons frugivores de la sous-famille des Treroninae. Certains singes sont frugivores, mais pas exclusivement. Beaucoup d'oiseaux, par exemple les perroquets, mais aussi certaines grandes chauves-souris, comme les roussettes, sont à 100 % herbivores. Le binturong Arctictis binturong a la particularité de faire partie des mammifères carnivores alors qu'il s'agit d'un omnivore principalement frugivore.
Il existe aussi des insectes frugivores (dont les mouches du gendre Rhagoletis (Diptera-Tephritidae) ou encore la mouche à fruit qui – facile à élever – est devenue un modèle animal).

## Frugivorie et climat
En zone tropicale des fruits sont produits toute l'année, mais plus on s'approche des zones polaires plus cette production est saisonnière. Les frugivores peuvent alors s'adapter en hibernant, en migrant.

## Écologie fonctionnelle et coévolution
Les études écologiques de dispersion de graines ont mis en évidence dans la nature de nombreux phénomènes de coévolution entre des plantes à fruits et des animaux frugivores,.
La plante à fleur développe des fruits qui attirent des animaux qui les mangent, et en disséminent ainsi les graines (zoochorie). Le péricarpe (fruit) grossit, devient juteux, nutritif et énergétique (sucré), et se pare de couleurs vives quand les graines qu'il abrite sont prêtes à être dispersées. De leur côté, les animaux frugivores ont généralement un bon odorat et une vision des couleurs leur permettant de discerner si un fruit est à pleine maturité. Ce sont généralement des oiseaux ou des animaux arboricoles.
De nombreux fruits contiennent des tanins ou des substances laxatives, qui entraînent un transit plus rapide à travers les tractus intestinaux des animaux. Ceci permet au graines de ne pas trop subir les attaques des sucs digestifs, mais limite la distance de dispersion. Certains animaux frugivores ou herbivores luttent contre les problèmes de digestion dus à la présence de tanins ou de produits toxiques ou laxatifs en ingérant des argiles qui absorbent les toxines (voir géophagie).
Certaines espèces de plantes ne germent qu'après avoir traversé l'appareil digestif d'un animal, après que le processus de digestion ait ramolli la coque ou une enveloppe trop dure de la graine. La graine expulsée dans les excréments y trouve de plus un milieu nutritif.
Certaines plantes produisent des fruits toute l'année ou presque (en zone tropicale). Certaines plantes ont une fructification superabondante et d'autres ne produisent que de rares fruits. Ces phénomènes sont sources de pressions sélectives sur les guildes de frugivores et disperseurs de graines. Il peut arriver que des conditions météorologiques inhabituelles (gel tardif par exemple) privent occasionnellement des frugivores de nourriture, causant des pénuries alimentaires phénologiques et une concurrence entre individus et/ou espèces étroitement liées. Il semble que les frugivores aviaires et mammifères soient rarement en compétition notamment en zones tropicales où les plantes produisent des fruits sélectivement attrayants pour un sous-ensemble limité de frugivores (uniquement oiseaux ou chauve-souris par exemple).
Certains patrons de répartition de plantes et de populations animales sont ainsi fortement liés, notamment en zone tropicale,,, et pour certaines espèces végétales uniquement dispersées par une unique espèce animale, la disparition de l'un peut entrainer à terme la disparition de l'autre.
Comprendre ces interactions est important pour comprendre la succession forestière et donc mieux accompagner certains efforts de gestion restauratoire, pour la gestion d'espèces menacées ou d'espèces envahissantes susceptibles d'être dispersées par des animaux frugivores, (cerisier tardif en Europe par exemple, diffusé par les oiseaux). L'identification de groupe fonctionnels basée sur des « traits » frugivores et de leurs interactions avec le paysage pourrait permettre d'anticiper certaines invasions biologiques et de mieux les gérer, à moindre coûts.

## Interactions avec l'humain
De nombreux animaux frugivores stricts ou occasionnels ont été considérés comme nuisibles par des législateurs quand ils consomment des fruits cultivés ou des fruits sauvages récoltés pour la consommation humaine. Des études expérimentales faites en zones tropicales où plusieurs espèces de fruits sauvages ou semi-cultivés sont abondamment récoltés par les humains, ont montré que l'abondance des fruits influence la composition des espèces des communautés frugivores, l'abondance des individus, et leur comportement alimentaire. « La récolte de fruits provenant de systèmes forestiers, une pratique courante dans les forêts tropicales, peut donc affecter les populations d'animaux frugivores », mais pour des arbres produisant beaucoup de fruits, il semble que des prélèvement modestes (10 % des fruits d'un palmier Euterpe oleracea par exemple) soit sans effets, au moins sur la fréquentation de l'arbre par les frugivores.